# مقاطعة هاريسون (فرجينيا الغربية)
مقاطعة هاريسون هي مقاطعة في فيرجينيا الغربية، بلغ عدد سكانها 69٬099  نسمة، في 2010، عاصمتها كلاركسبورغ، تبلغ مساحتها 1٬079 كيلومتر مربع.

## الموقع
تشترك في الحدود مع:
- مقاطعة ماريون (فرجينيا الغربية)
- مقاطعة بربور (فرجينيا الغربية)
- مقاطعة دودريدج (فرجينيا الغربية)
- مقاطعة تايلور (فرجينيا الغربية)
- مقاطعة لويس (فرجينيا الغربية)
- مقاطعة أوشور (فرجينيا الغربية)
- مقاطعة ويتزل (فرجينيا الغربية).

## أعلام
- هوارد مسون غور
- بنجامين برايس
- غرانفيل ستيوارت